# Abdul Chaer
Abdul Chaer (ur. 8 listopada 1940 w Dżakarcie) – indonezyjski językoznawca. Zajmuje się językoznawstwem ogólnym, semantyką i rozwojem języka indonezyjskiego, a także socjolingwistyką i psycholingwistyką. Pochodzi z ludu Betawi.

## Życiorys
Wykształcenie wyższe zdobył na uczelni Institut Keguruan dan Ilmu Pendidikan Jakarta (obecnie Universitas Negeri Jakarta). W latach 1976–1977 odbył studia podyplomowe na Uniwersytecie w Lejdzie. Do momentu przejścia na emeryturę wykładał językoznawstwo ogólne, semantykę, socjolingwistykę i psycholingwistykę na Universitas Negeri Jakarta.
Jego dorobek obejmuje szereg książek na temat języka indonezyjskiego. Przyczynił się także do popularyzacji kultury Betawi.

## Wybrana twórczość
- Kamus Dialek Jakarta (Ende-Flores: Nusa Indah, 1976)
- Kamus Idiom Bahasa Indonesia (Ende-Flores: Nusa Indah, 1984)
- Gramatika Bahasa Indonesia (Jakarta: Rineka Cipta, 1993)
- Pembakuan Bahasa Indonesia (Jakarta: Rineka Cipta, 1993)
- Linguistik Umum (Jakarta: Rineka Cipta, 1994)
- Sosiolinguistik: Perkenalan Awal (Jakarta: Rineka Cipta, 1995)
- Psikolinguistik: Kajian Teoretik (Jakarta: Rineka Cipta, 2003) ISBN 979-518-884-4
- Morfologi Bahasa Indonesia (Jakarta: Rineka Cipta, 2008) ISBN 978-979-518-899-5
- Kamus Populer Praktis (Jakarta: Rineka Cipta, 2010) ISBN 978-979-518-982-4